# Claude Fauriel
Claude-Charles Fauriel (Saint-Étienne, 21 ottobre 1772 – Parigi, 15 luglio 1844) è stato uno storico, linguista e critico letterario francese.
È molto noto anche in Italia per l'influenza su Alessandro Manzoni.

## Biografia

### Giovinezza e studi
Orfano di madre, fu affidato dal padre ad alcuni parenti. Studiò nel collegio degli Oratoriani e poi al seminario di Sainte-Foy-lès-Lyon. Nel 1789, fu nominato commissario di Puy. Prestò quindi il servizio militare.

### Dal ritorno a Saint-Étienne al 1799
Nel 1793 ritornò a Saint-Étienne per poi trasferirsi a Parigi dove svolse il ruolo di segretario di Joseph Fouché, anche lui ex-Oratoriano.

### Le lettere e le scienze
Consacrò tutto il tempo agli studi letterari e linguistici anche perché libero economicamente in quanto Sophie de Condorcet, vedova del filosofo Jean Antoine Caritat, marchese di Condorcet, lo accolse nella sua casa e gli permise d'introdursi nei salotti letterari dove ebbe modo di incontrare i più famosi filosofi e scrittori del suo tempo: Benjamin Constant, François Guizot, Pierre Jean Georges Cabanis, Chateaubriand, Madame de Staël, Littré. Fu in una di quelle occasioni che conobbe Alessandro Manzoni, divenuto poi suo amico.

### Dal 1802 al 1844: il letterato

#### Gli studi linguistici
Imparò l'italiano, il tedesco, l'inglese, si interessò dei dialetti greci, del latino, del sanscrito, dell'arabo, del provenzale, del castigliano, del portoghese, del siciliano, del romeno, del basco e del bretone. Studiò la civilizzazione indoeuropea e la cultura provenzale nel Medio-Evo. Tra i primi lavori pubblicati furono una traduzione de La Parthénéide (Paris, 1811), un'epopea idillica del poeta danese Jens Immanuel Baggesen, e la tragedia dell'amico Manzoni Il Conte di Carmagnola (Paris, 1823). Dopo altre traduzioni pubblicò i Canti popolari della Grecia moderna del 1824 che contribuirono a suscitare una viva simpatia per la causa della Grecia.
Le sue ricerche lo fanno considerare un pioniere nel campo delle scienze storiche. Aveva talmente stupito Guizot per le sue doti e le sue conoscenze che il ministro l'obbligò ad accettare la cattedra di letteratura straniera alla Sorbona, nel 1830, creata per lui. Vi svolse corsi memorabili su diversi soggetti come la letteratura provenzale e la letteratura italiana. Si occupò ugualmente di letteratura basca e celtica.

#### La storiografia
Claude Fauriel fu incaricato da Guizot di pubblicare nel testo provenzale l'Histoire en vers de la Croisade contre les hérétiques Albigeois (1834) (nei Documents inédits sur l'histoire de France).
Da letterato, pubblicò nel 1833 l'Origine des épopées chevaleresques, nel 1836 una Histoire de la Gaule méridionale sous les conquérants germains Parigi, (1836, 4 volumes), che lo fece ammettere nello stesso anno all'Académie des Inscriptions et Belles-Lettres. A lui si deve il merito di aver fatto conoscere Ossian e Shakespeare al pubblico francese ed estendere in Francia la conoscenza della letteratura tedesca, che prima era considerata senza importanza.
Negli ultimi anni di vita scrisse una Storia della poesia provenzale, pubblicata postuma nel 1846, in 3 volume in-8, e dei lavori analoghi sulla letteratura italiana e spagnola, insieme agli Studi su Dante, anch'essi pubblicati postumi nel 1854.
Per Claude-Charles Fauriel, il primo storico romantico della letteratura medievale, non c'era dubbio che le "chansons de geste", così come le conosciamo oggi, si sono evolute a partire da canti popolari e leggende.
Fauriel aveva studiato e pubblicato i canti kleftici greci, che sono ballate eroiche popolari. Gli sembrava altrettanto più naturale vedere nella nascita delle "chansons de geste" un'evoluzione da una tradizione in versi e cantata, sulla quale la concezione romantica si era pronunciata in modo generale nella penna di Herder: “La poesia epica si è costruita a partire dalle romanze”.

### Morte
Morì improvvisamente a Parigi, nella sua casa, il 15 luglio 1844, e fu sepolto al cimitero di Père-Lachaise.

## La fama
I suoi numerosi contributi linguistici e archeologici su diverse riviste gli procurarono una grande reputazione nel mondo universitario: si disse che era stato l'uomo del XIX secolo che ha fatto circolare la maggior parte delle idee, ha inaugurato il più grande numero di branche di studio e ha raccolto il più grande numero di nuovi risultati nelle scienze storiche (Revue des Deux Mondes, 15 dicembre 1853). Si disse anche che era l'uomo più bello della Parigi intellettuale del primo Ottocento.